# Kosić
Kosić är ett samhälle i Montenegro. Det ligger i den centrala delen av landet. Kosić ligger 49 meter över havet och antalet invånare är 315.
Terrängen runt Kosić är varierad. Närmaste större samhälle är Podgorica, 13,7 km sydost om Kosić. I omgivningarna runt Kosić finns främst jordbruksmark.